# 阿加恩
阿加恩（德语：Agaru）是瑞士瓦利斯州洛伊克的一个市镇。

## 历史
阿加恩（Agarn）于1252年首次被提及，当时名为阿尔特(Aert)。1267年，它被称为艾尔特(Ayert) ，16世纪时更名为阿加恩。阿加恩曾于1799年和1899年两次被几乎烧毁。

## 地理
截至2009年，阿加恩的面积为7.7 km²（3.0 mi²）。其中1.3 km²（0.50 mi²）或17.0%用于农业用途，2.55 km²（0.98 mi²）或33.3%为森林。其余土地中，0.34 km²（0.13 mi²）或4.4%为居民点（建筑物和道路），0.06 km²（15 英亩）或0.8%为河流和湖泊，3.4 km²（1.3 mi²）或44.4%为非生产性土地。
在建成区中，房屋及建筑物占2.7%，交通基础设施占0.7%。在林地中，30.9%的土地被茂密的森林覆盖，1.7%的土地被果园或小片树林覆盖。在农业用地中，4.8%用于种植农作物，7.3%用于牧场，2.1%用于种植果园或葡萄作物，2.7%用于高山牧场。该市所有的水资源都来自湖泊。在非生产性土地中，9.3%的土地为贫瘠植被，33.3%的土地多岩石，不适合植被，1.8%的土地被冰川覆盖。
该市位于洛伊克，地处罗讷河河谷南坡的沖積扇上，由以前阿加恩的带状聚落组成。

## 徽章
市政府的徽章为绿色，中间有一根弯曲的银色柱子，左侧顶部有一个十字，右侧底部有一只飞翔的鸽子。

## 人口统计
阿加恩人口（截至2020-12年）为705人。截至2008年，8.3%的人口为常住外国人。过去10年（1999-2009年）人口变化率为-0.9%。其中，由于移民，人口变化率为-1.7%，由于出生和死亡，人口变化率为1.9%。
大多数人口（截至2000年）以德语（684人，占90.2%）为第一语言，阿尔巴尼亚语是第二大语言（35人，占4.6%），意大利语是第三大语言（12 人，占1.6%）。有 10人讲法语。
截至2008年，该市人口的性别分布为男性51.1%，女性48.9%。其中，瑞士男性362 人（占总人口的47.0%），非瑞士男性32人（占总人口的4.2%）。瑞士女性343人（占总人口的44.5%），非瑞士女性34人（占总人口的4.4%）。该市人口中，2000年出生并居住于阿加恩的有420人（约占总人口的55.4%）。210人（占总人口的27.7%）出生在同一州，46人（占总人口的6.1%）出生在瑞士其他地区，68人（占总人口的9.0%）出生在瑞士境外。
截至2000年，人口年龄分布为：儿童和青少年（0-19岁）占人口的27.6%，成年人（20-64岁）占60.9%，老年人（64岁以上）占11.5%。
截至2000年，该市共有309名单身且从未结过婚的人士。其中已婚人士383人，鳏夫或寡妇45人，离婚人士21人。
截至2000年，该市共有284个私人家庭，平均每个家庭有2.6人。其中只有73个家庭由一个人组成，30个家庭有5人或5人以上。在回答此问题的289个家庭中，25.3%是只有一个家庭的家庭，有6个成年人与父母同住。在其余家庭中，有76对没有孩子的已婚夫妇，116对有孩子的已婚夫妇，12对有孩子的单亲父母。有1个家庭由无亲属关系的人组成，5个家庭由某种机构或其他集体住房组成。
2000年，在总共188栋有人居住的建筑中，有118栋是单户住宅（占总数的62.8%）。此外，还有45栋多户住宅建筑（占23.9%），以及7栋主要用于居住的多用途建筑（占 3.7%），以及18栋其他用途建筑（商业或工业），其中也有一些住宅（占9.6%）。
2000年，共有268套公寓（占总数的90.5%）被永久占用，22套公寓（7.4%）被季节性占用，6套公寓（2.0%）空置。截至2009年，新建住房的建设率为每1000名居民3.9套新住房。2010 年，该市的空置率为1.57%。
历史人口如下表所示：

## 政治
在2007年联邦选举中，最受欢迎的政党是基督教民主人民党（CVP），获得了64.49%的选票。接下来的三个最受欢迎的政党分别是社会党（SP ）（23.06%）、人民党（ SVP ）（10.62%）和绿党 （0.79%）。联邦选举共计462张选票， 投票率为81.3%
2009年瑞士联邦院选举共计448票，其中2 票（约占5.4%）无效。投票率为79.2%，远高于各州54.67%的平均水平。2007年瑞士聯邦选举选举共计455票，其中20票（约占4.4%）无效。投票率为80.3%，远高于各州 59.88% 的平均水平。

## 经济
截至2010年，阿加恩的失业率为1.6%。截至2008年，第一产业就业人数为27人，约有15家企业从事该产业。 第二产业就业人数为96人，约有15家企业从事该产业。 第三产业就业人数为93人，约有26家企业从事该产业。全市有349名居民从事某种工作，其中女性占劳动力的36.4%。
2008年， 全日制就业岗位总数为182个。第一产业就业岗位数量为12个，全部属于农业。第二产业就业岗位数量为90个，其中制造业就业岗位43个（占47.8%），建筑业就业岗位48个（占 53.3%）。第三产业就业岗位数量为80个。在第三产业中，35个（占43.8%）从事批发、零售或汽车修理业，2个（占2.5%）从事货物运输和仓储业，13个（占16.3%）从事酒店或餐饮业，1个（占16.3%）从事信息产业，1个（占10%）从事保险或金融业，1个（占10%）从事技术专业人员或科学家，5个（占6.3%）从事教育事业。
2000年，有81名工人通勤至该市，260名工人通勤至外地。该市是一个劳动力净输出地，每有1名工人进入该市，就有3.2名工人离开。在劳动人口中，20.3%的人使用公共交通工具上班，60.2%的人使用私家车上班。

## 宗教
根据2000年的人口普查，679人（占89.6%）信奉罗马天主教 ，7人（占0.9%）信奉瑞士归正会。在其余人口中，有3人信奉东正教 （约占人口的0.40%），8人（约占人口的1.06%）信奉其他基督教派。41人（约占人口的5.41%）信奉伊斯兰教 。5人（约占人口的0.66%）不属于任何教会、是不可知论者或无神论者 ，19人（约占人口的2.51%）没有回答这个问题。
阿加恩教堂是一座圣母教堂。牧师是H.H.安德拉斯·沃伦。

## 教育
在阿加恩，约有262人（占总人口的34.6%）完成了非义务高中教育 ，另有38人（占总人口的5.0%）完成了额外的高等教育（大学或高等专科学校）。在38名完成高等教育的人中，78.9%为瑞士男性，13.2%为瑞士女性。
2010-2011学年，阿加恩学校系统共有 54 名学生。瓦莱州的教育制度允许儿童上一年非义务性的幼儿园。该学年，有一个幼儿园班（KG1或KG2），有9名幼儿园学生。该州的学校系统要求学生上六年小学。阿加恩小学共有5个班，54名学生。 中学课程包括三年的低年级义务教育（入学班），以及三到五年的可选高级学校。阿加恩的所有初中和高中学生都在邻近的城市上学。
截至2000年，阿加恩市有1名来自其他城市的学生，另外有58名居民在市外的学校上学。